# Bryan Dabo
Bryan Dabo (Marselha, 18 de fevereiro de 1992) é um futebolista profissional francês que atua como meia-defensor.

## Carreira
Bryan Dabo começou a carreira no Montpellier HSC.